# Pârâul Tze'elim
Pârâul Tze'elim (în ebraică נחל צאלים, Nahal Tze'elim) este un wadi și canion situat în Deșertul Iudeei, Israel, în apropiere de Masada, coborând spre Marea Moartă. Este un afluent al Nahal Harduf, care de fapt ajunge și se varsă în Marea Moartă. Ein Namer, care înseamnă „Leopard de primăvară”, este un izvor situat în mijlocul canionului, oferind apă în timpul anului florei și faunei locale.
Pârâul trece prin teritoriul orașului Arad.